# ملالوکا سرپنتینا
ملالوکا سرپنتینا (نام علمی: Melaleuca serpentina) نام یک گونه از سرده پوست‌کاغذی است.